# Maravalia bolivarensis
Maravalia bolivarensis är en svampart som beskrevs av Y. Ono 1984. Maravalia bolivarensis ingår i släktet Maravalia och familjen Chaconiaceae.   Inga underarter finns listade i Catalogue of Life.